# MISSTER
MISSTER(ミステ) は、台湾の男装女性アイドルグループである。Ladyemperor所属。

## メンバー

### 現メンバー

#### クリス (紫綸、Chris)
- 11月1日生
- 国籍：中華民国
- 趣味:シング、ダンス、リッスントゥミュージック、ムービー

#### キャロル (球球、Carol)
- 4月29日生
- 国籍：中華民国
- 趣味:シング、ダンス

#### チャオ (哲巧、Chiao)
- 11月27日生
- 国籍：中華民国
- 趣味:ミュージカルインストゥルメンツ、シング、ダンス、ムービー

#### ミルク (牛奶、Milk)
- 12月5日生
- 国籍：中華民国
- 趣味:バスケットボール、エクストリームバイク、シング、ダンス

### 元メンバー

#### ディアーナ (戴安娜、Jin)
- 11月1日生
- 国籍：中華民国
- 趣味:シング、リッスントゥミュージック、ヒップホップ

## 作品ディスコグラフィー

### デジタルシングル
1. 特先生（2011年2月25日）

### MV
1. Bomb Bomb Bomb
2. 超級愛人
3. Stay
4. Stay (18+)
5. 鋼鐵人